# Leutershausen
Leutershausen est une ville allemande, située en Bavière, dans l'arrondissement d'Ansbach et le district de Moyenne-Franconie

## Géographie

Situation de la ville de Leutershausen (en rouge) dans l'arrondissement d'Ansbach

Leutershausen est située sur le cours supérieur de l'Altmühl, à la limite du Parc Naturel de Frankenhöhe, entre Rothenburg ob der Tauber à l'ouest et Ansbach, le chef-lieu de l'arrondissement, à 12 km à l'est.
La ville est voisine des communes de Geslau, Colmberg, Lehrberg, Ansbach, Herrieden, Aurach, Dombühl, Schillingsfürst et Buch am Wald.

## Histoire
Leutershausen a probablement été fondée autour de l'an 800 par des colons franconiens. La première mention écrite de la ville date de l'an 1000 dans un document de la cour de l'empereur Otton III du Saint-Empire sous le nom latin de Villa Liutherhusunin.
Dans les années 1970, plusieurs communes ont été incorporées au territoire de la ville :
- 1er janvier 1972 : Auerbach, Erlbach, Jochsberg, Mittelramstadt, Neunkirchen bei Leutershausen, Rauenburg et Wiederbach ;
- 1er juillet 1972 : Bieg*, Büchelberg et Frommetsfelden* ;
- 1er juillet 1976 : Eckartsweiler* ;
- 1er mai 1978 : Erlach* et Brunst*.

La plupart de ces communes appartenaient autrefois, comme Leutershausen à l'arrondissement d'Ansbach, certaines(*), cependant, faisaient partie de celui de Rothenburg.

## Démographie
Ville de Leutershausen seule :
| 1910  | 1933  | 1939  | 1961  | 1970  |
| ----- | ----- | ----- | ----- | ----- |
| 1 408 | 1 400 | 1 521 | 2 160 | 2 200 |

Ville de Leutershausen dans ses limites actuelles (pour une meilleure comparaison) :
| 1840  | 1871  | 1900  | 1910  | 1925  | 1933  | 1939  | 1950  | 1961  |
| ----- | ----- | ----- | ----- | ----- | ----- | ----- | ----- | ----- |
| 4 502 | 4 544 | 4 518 | 5 184 | 4 444 | 4 836 | 4 812 | 6 454 | 5 220 |

| 1970  | 1987  | 2000  | 2003  | 2009  | - | - | - | - |
| ----- | ----- | ----- | ----- | ----- | - | - | - | - |
| 5 268 | 5 052 | 5 622 | 5 639 | 5 564 | - | - | - | - |

## Monuments
À Leutershausen :
- Remparts et portes de la ville ;
- Église St-Pierre ;

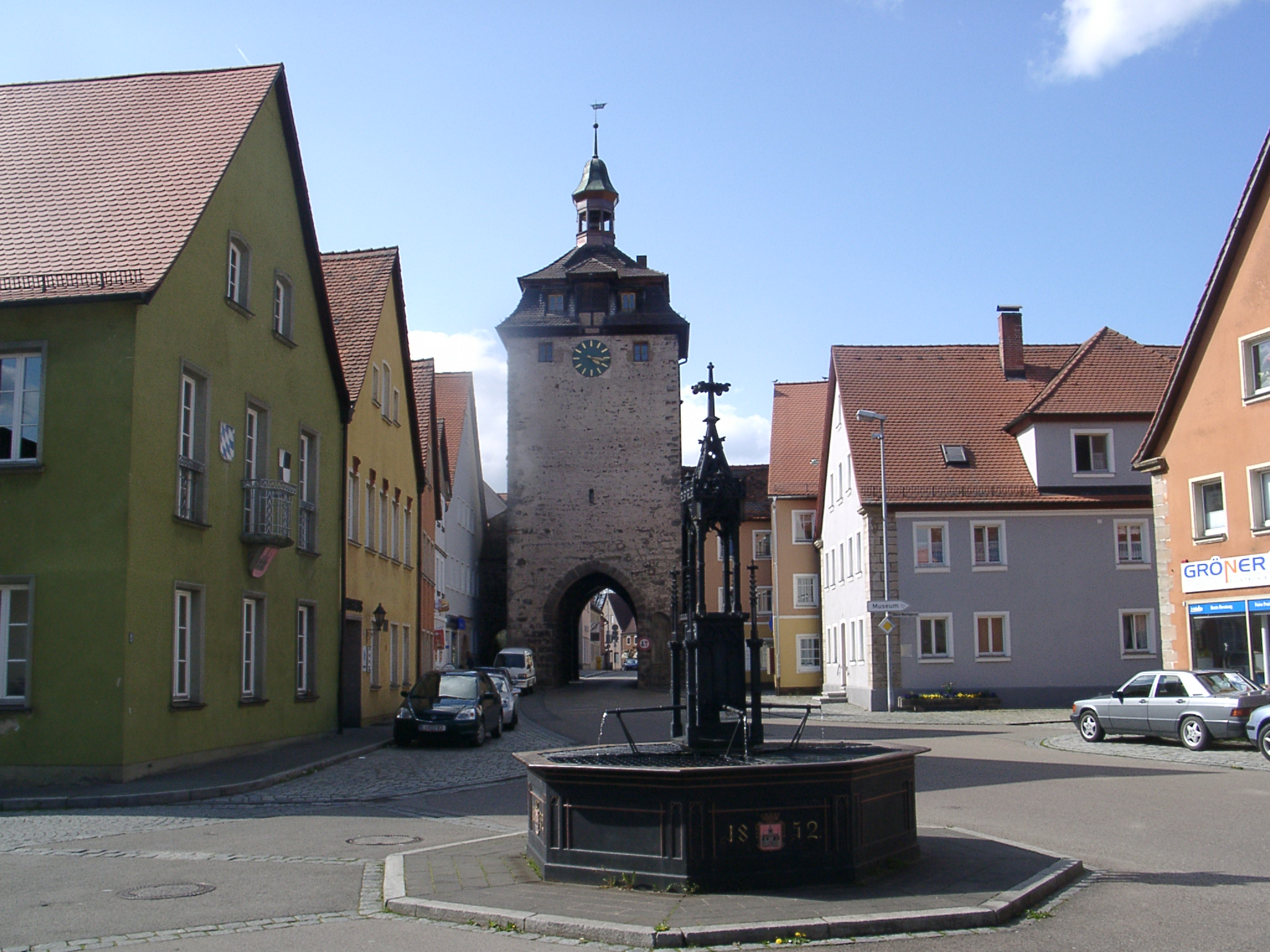
Une porte de la ville

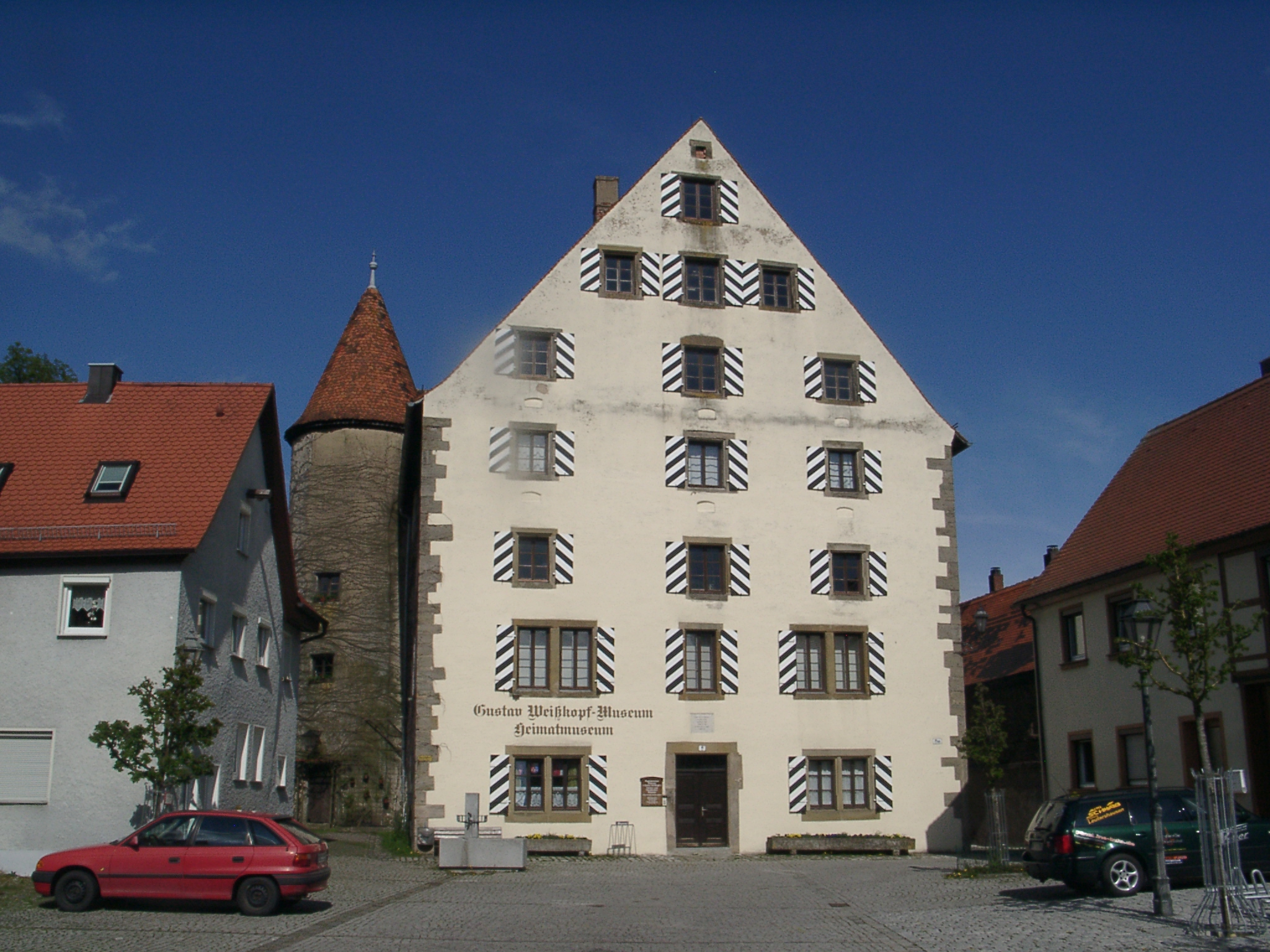
Le musée Gustav Weißkopf

- Musée Gustav Weißkopf, pionnier de l'aviation allemande.

Dans le village de Jochsberg :
- Ancienne synagogue ;
- Église St Maurice.

## Jumelage
- Szendrő (Hongrie) dans le comitat de Borsod-Abaúj-Zemplén